# Caryocaraceae
Caryocaraceae (đồng nghĩa: Rhizobolaceae DC.) là một họ thực vật hạt kín, chỉ bao gồm 2 chi và khoảng 21 loài. Họ này bao gồm các loài cây gỗ hay cây bụi thường xanh, sinh sống chủ yếu trong khu vực nhiệt đới ở châu Mỹ, đặc biệt đa dạng tại Amazonia.

## Chi và loài
- Anthodiscus G. Mey., 1818: Khoảng 6 loài.
  - Anthodiscus obovatus Benth. ex Wittm.
  - Anthodiscus pilosus Ducke
- Caryocar L., 1771 (bao gồm cả Pekea, Rhizobolus, Saouari): Khoảng 15 loài.
  - Caryocar amygdaliferum Mutis
  - Caryocar barbinerve Miq.: Brasil (Bahia)
  - Caryocar brasiliense Cambess.: Brasil.
  - Caryocar coriaceum Wittm.
  - Caryocar costaricense Donn. Sm.: Costa Rica, Panama.
  - Caryocar cuneatum Wittm.
  - Caryocar edule Casar.
  - Caryocar glabrum Pers.
  - Caryocar intermedium Wittm.
  - Caryocar nuciferum L.: Colombia, Peru, Venezuela.
  - Caryocar microcarpum Ducke
  - Caryocar montanum Prance: Guyana.
  - Caryocar tomentosum Willd.
  - Caryocar villosum (Aubl.) Pers.

## Hình ảnh

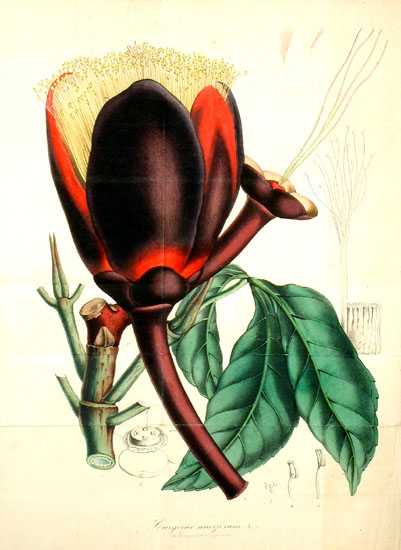
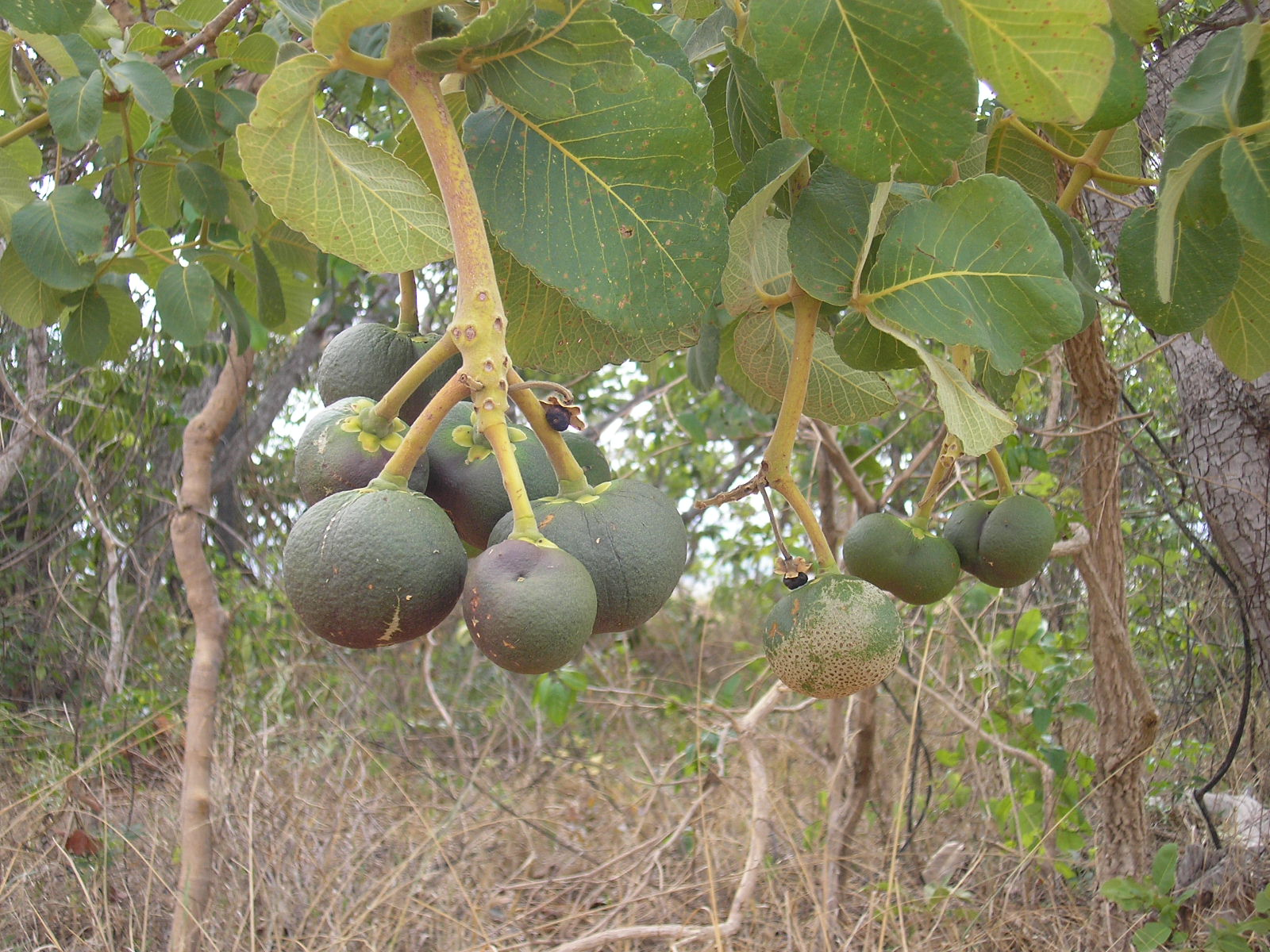
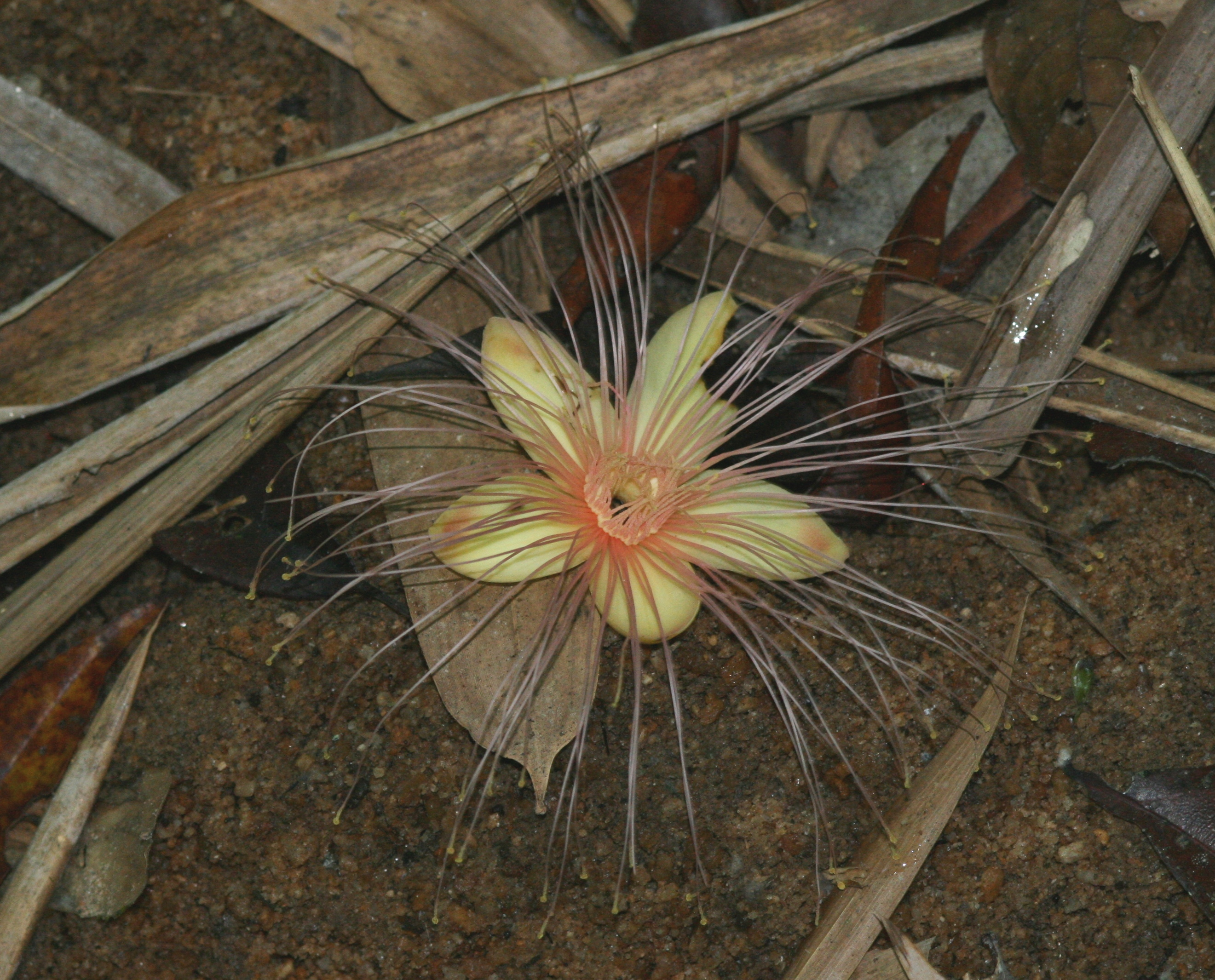
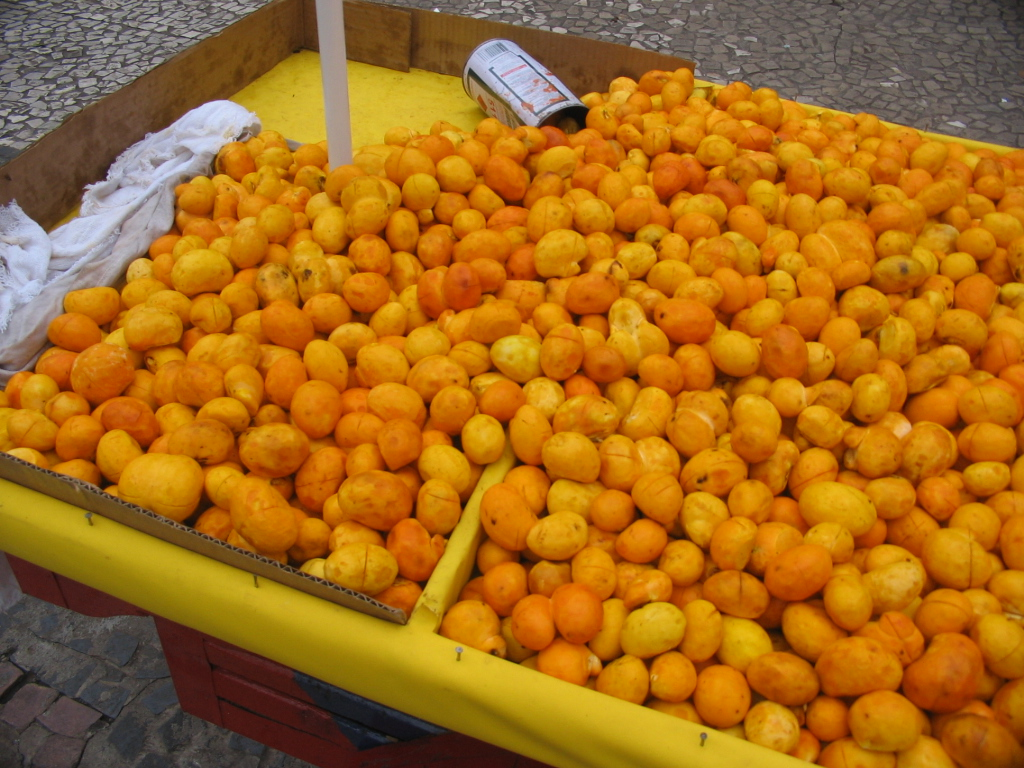